# 505年
| 千纪： | 1千纪                                                                                           |
| 世纪： | 5世纪 \| 6世纪 \| 7世纪                                                                         |
| 年代： | 470年代 \| 480年代 \| 490年代 \| 500年代 \| 510年代 \| 520年代 \| 530年代                       |
| 年份： | 500年 \| 501年 \| 502年 \| 503年 \| 504年 \| 505年 \| 506年 \| 507年 \| 508年 \| 509年 \| 510年 |
| 纪年： | 乙酉年（鸡年）；北魏正始二年；柔然太安十四年；南朝梁天监四年；高昌承平四年                      |

## 大事记
- 梁武帝決意北伐，命臨川王蕭宏擔任總帥，北魏以中山王元英掛帥迎擊。

## 出生
- 贝利撒留，东罗马帝国名将
- 宇文泰，北周追尊皇帝
- 徐之才，南北朝医生
- 殷不害，南梁官员

## 逝世
- 江淹，南朝大臣（444年出生，61岁）